# Еміліян Коссак
Еміліян Коссак (хресне ім'я Ілля, псевдонім Правдолюб; 28 липня 1804, Дрогобич — 7 березня 1881, Крехів) — український церковний і громадський діяч, священник УГКЦ, василіянин, педагог, довголітній ігумен Крехівського монастиря, благодійник; за політичними поглядами — москвофіл.

## Життєпис
Народився 28 липня 1804 року в Дрогобичі на Задвірнім передмісті в сім'ї незаможних міщан Василя та Анни-Марії Коссаків. Родина Коссаків мала шляхетське походження та належала до гербу Кос. 
Навчався у василіянській народній школі у Дрогобичі, потім — у Самбірській гімназії, після якої студіював філософію у Львові. 8 серпня 1826 року вступив до Василіянського Чину на новіціят у Добромильський монастир. 3 серпня 1828 року склав вічні обіти і поїхав до Львова слухати курс богослов'я. Через рік його відправили на студії до Відня, де «у конвікті галицькі василіяни мали три місця». На третьому році навчання Еміліян поїхав до Пресбурґа (Братислави), де румунський греко-католицький єпископ Самуїл Вулкан висвятив його на диякона, а 29 вересня 1830 року — на священника. Повернувшись до Відня, закінчив четвертий рік богослов'я. Улітку 1831 року призначений на посаду вчителя гімназії при монастирі Воздвиження Чесного Хреста в Бучачі. Викладав у молодших класах. Згодом склавши спеціальний іспит у Львівському університеті, отримав право викладати в усіх гімназійних класах. З 1838 року — керівник гімназії, а з 1839 року — ректор Бучацького монастиря і префект (директор) гімназії. На цих посадах о. Еміліян працював до 1846 року.
У 1846 році обраний протоігуменом Чину святого Василія Великого на чотирирічний термін і як осідок протоігумена обрав Крехівський монастир, де став ігуменом. Спричинився до значної віднови монастиря і його інфраструктури. Владнав конфлікт між монастирем і крехівськими дідичами щодо спірних меж, податків та іншого, який тривав понад 200 років і завершився 16 січня 1854 року угодою між конфліктуючими сторонами, підписаною ними і потвердженою всіма вищими інстанціями. У праці й постійних клопотах о. Еміліян Коссак перебув 50 років священства, 34 з яких очолював Крехівський монастир. 29 вересня 1880 року в Крехівському монастирі відбулося урочисте святкування 50-літнього ювілею від дня його священничого рукоположення.

## Благодійник
У 1861 році заснував три стипендії для убогих дітей греко-католиків з Дрогобича і околиць, які мали добрі успіхи в навчанні, але не мали коштів для навчання. Стипендіальний фонд діяв до Першої світової війни і за цей період понад 150 дрогобичан могли навчатися у школах рідного міста, а дехто з них навіть у вищих школах краю чи за його межами. Мріяв заснувати бурсу для вбогих учнів при церкві Пресвятої Трійці в Дрогобичі.
Помер 7 березня 1881 року в Крехові.

## Писання
- «Odpowiedź na historyę „o unii kościoła grec. kat. ruskiego“ przez ks. Michała Malinowskiego, kanonika świętojurskiego we Lwowie, w 1862 r. wydaną napisana przez Prawdoluba, Rusina 1863 r. [Архівовано 27 квітня 2018 у Wayback Machine.]». — Lwów 1863.